# کریستین مورا
کریستین مورا (انگلیسی: Cristian Mora؛ زادهٔ ۲۶ اوت ۱۹۷۹) یک بازیکن فوتبال اهل اکوادور است.
وی همچنین در تیم ملی فوتبال اکوادور بازی کرده‌است.